# Pitcairnia azouryi
Pitcairnia azouryi là một loài thực vật có hoa trong họ Bromeliaceae. Loài này được Martinelli & Forzza mô tả khoa học đầu tiên năm 2006.